# Rex Brown
Rex Robert Brown (Graham, Texas, 1964. július 27. –) ismertebb néven Rex Brown a Pantera nevű groove metal, heavy metal együttes basszusgitárosa. Emellett a Down zenekar egykori tagja volt, valamint a Kill Devil Hill zenekar basszusgitárosaként is ismert. 2017-ben kiadta a Smoke On This... című szólóalbumát. Könyvei: Official Truth 101 Proof: The Inside Story Of Pantera.

## Élete
Édesapja 1971-ben elhunyt, 40 éves korában, így anyja és lánytestvére nevelte fel őt. Először nagymamája révén ismerte meg a zenét, aki megtanította zongorázni őt gyerekkorában, és megismertette vele a ragtime zenét és Scott Joplint. Rex a Boy Scouts of America cserkésszövetség tagja is volt, és "Eagle Scout" ("Sascserkész") rangot szerzett. Brown kedvenc zenekarai a ZZ Top, a Led Zeppelin, a Def Leppard és a Black Sabbath voltak. Nagyon szerette a hardcore punkot is. A Rebel Meets Rebel basszusgitárosa is volt.

### Pantera
A Pantera 1981-ben alakult. Az akkori tagok: Terry Glaze, Dimebag Darrell, Vinnie Paul, Tommy D. Bradford. 1982-ben csatlakozott a Panterához Tommy D. Bradford után, miután ő kiszállt. A Pantera 2003-ig működött. Egy év múlva Dimebag Darrell életét vesztette. 

### Down
A Down 1991-ben alakult. Rex 1999-től 2011-ig basszusgitározott náluk, és Phil Anselmo az énekes a zenekarban a mai napig.[mikor?] Rex helyére Pat Bruders érkezett.

### Szólókarrier
Rex 2017-ben adta ki első szólóalbumát, Smoke on This... címmel.  2017. július 28-án jelent meg az album. Az albumot az Entertainment One kiadó adta ki.

## Diszkográfia

### Albumok a Panterával
- Metal Magic (1983),
- Projects in the Jungle (1984),
- I'm The Night (1985),
- Power Metal (1988),
- Cowboys From Hell (1990),
- Vulgar Display Of Power (1992),
- Far Beyond Driven (1994),
- The Great Southern Trendkill (1996),
- Reinventing The Steel (2000)

### Albumok a Downnal
- Down II: A Bustle In Your Hedgerow (2002),
- Diary of a Mad Band: Europe In The Year f VI. (2010) (élő)

### Albumok a Rebel Meets Rebellel
- Rebel Meets Rebel (2004)

## Könyve magyarul
- Rex Brown–Mark Eglinton: A Pantera igaz története belső szemmel; ford. Dudich Ákos; Silenos, Bp., 2016